# Río Styr
El río Styr (en ucraniano: Стир; en ruso: Стырь) es un río europeo que discurre por Ucrania y Bielorrusia.
Su longitud es de 494 km y su cuenca hidrográfica abarca unos 13.100 km².
Nace cerca de la ciudad Brody, en el óblast de Leópolis, y luego recorre el óblast de Volinia, el óblast de Rivne y forma la frontera natural con la región de Brest, Bielorrusia hasta desembocar en el río Prípiat.
Junto al río Styr están las ciudades de Lutsk (óblast de Volinia) y Varash (óblast de Rivne).

## Galería de imágenes (óblast de Rivne)

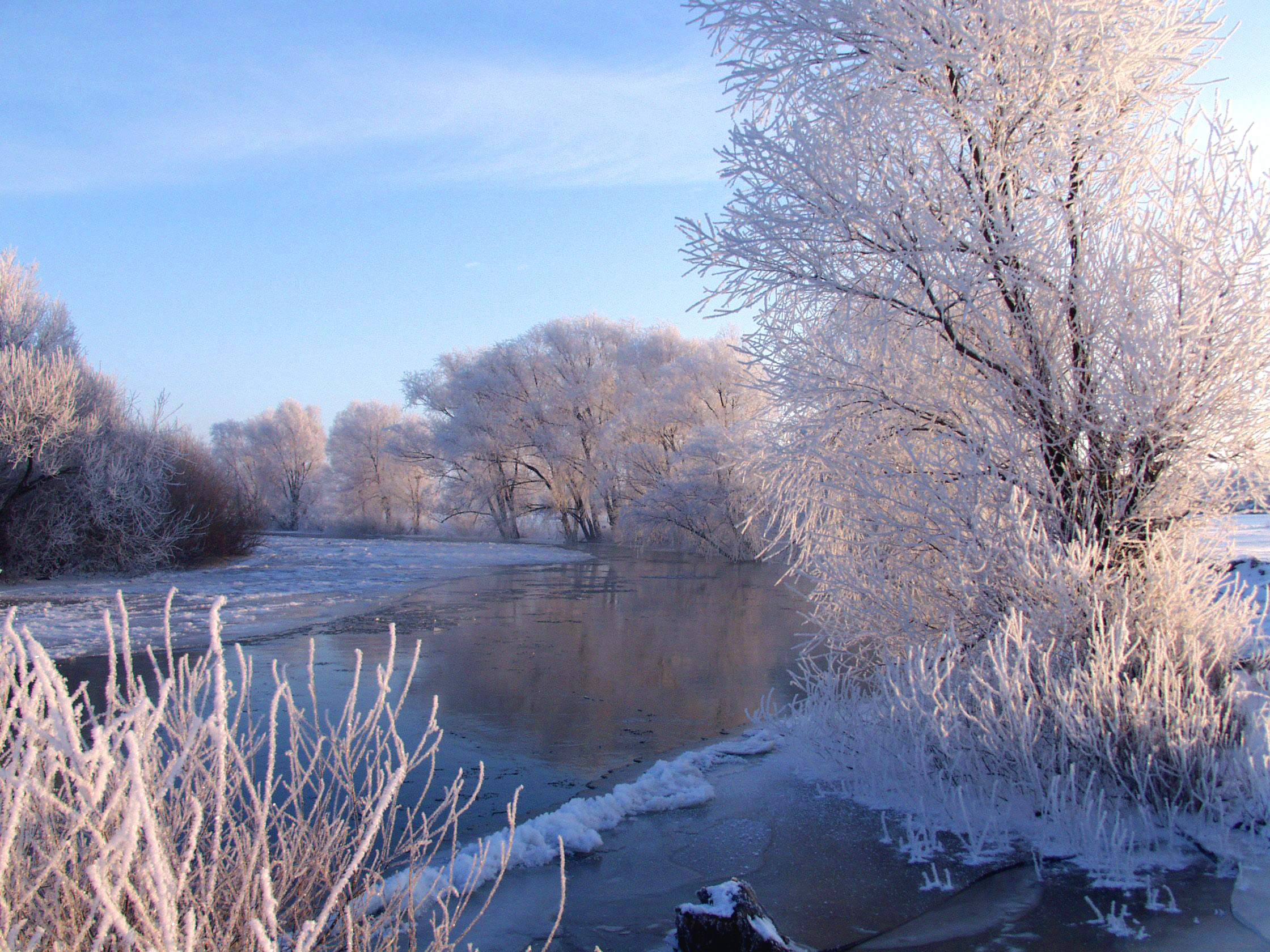
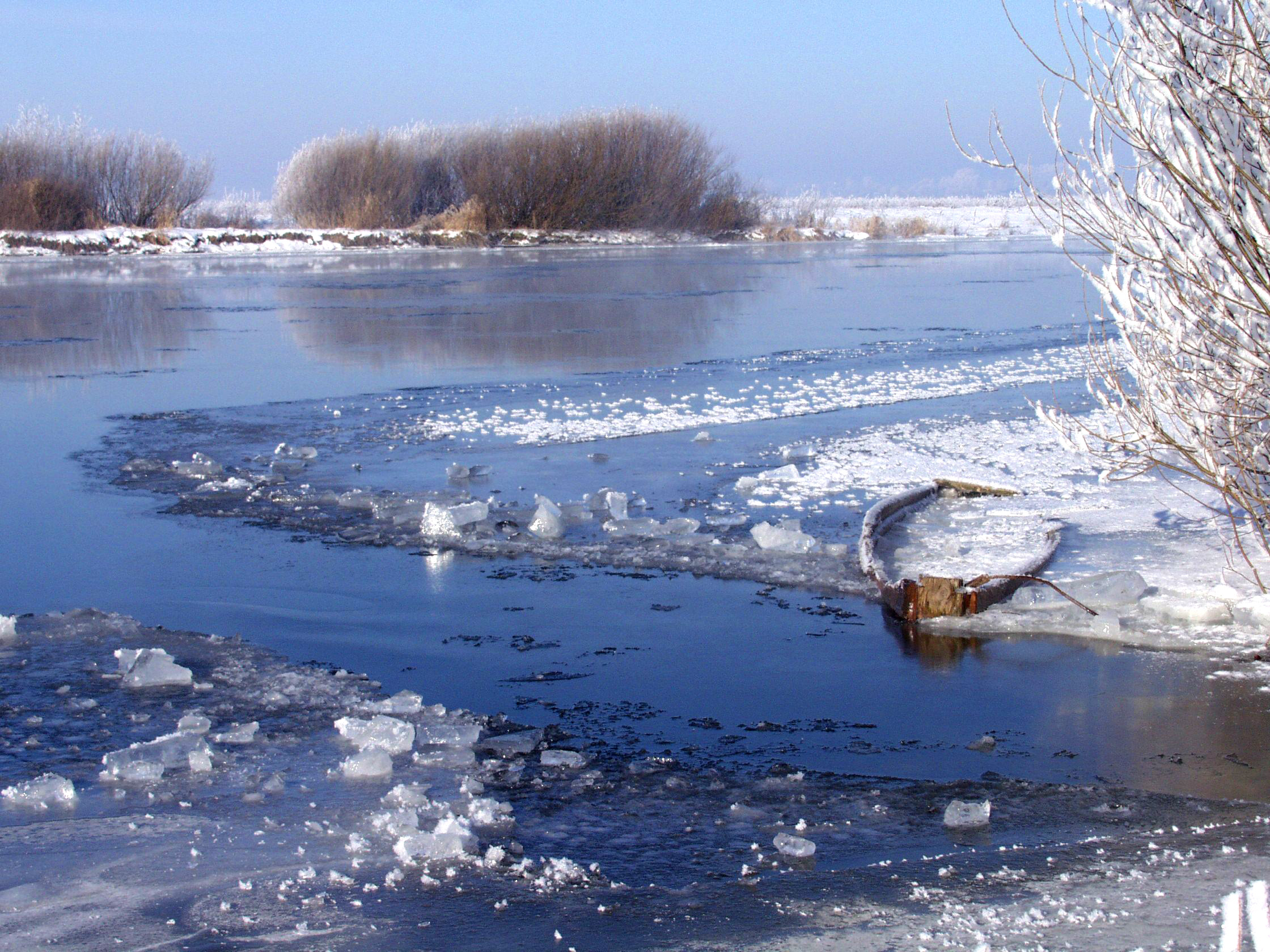
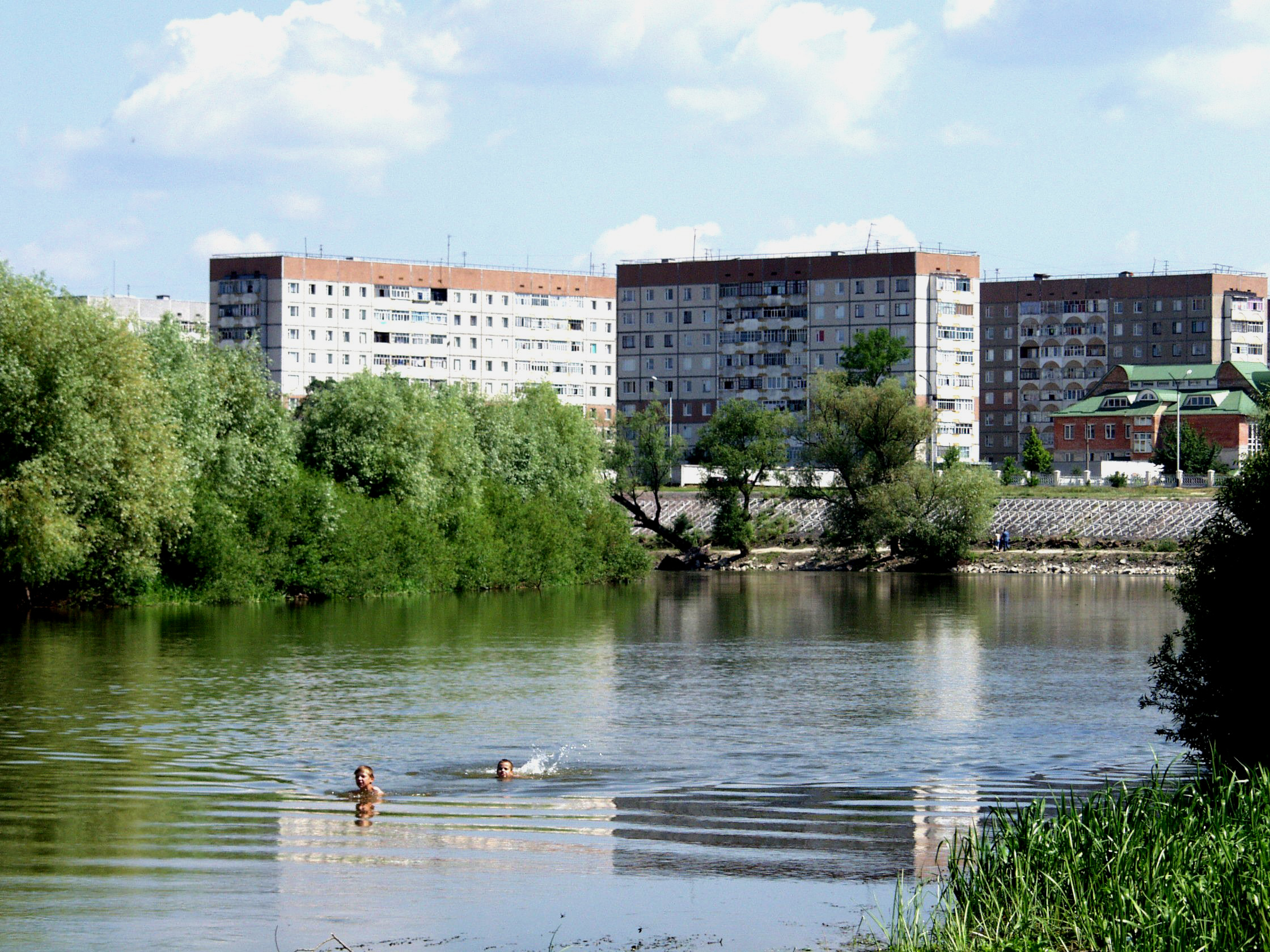
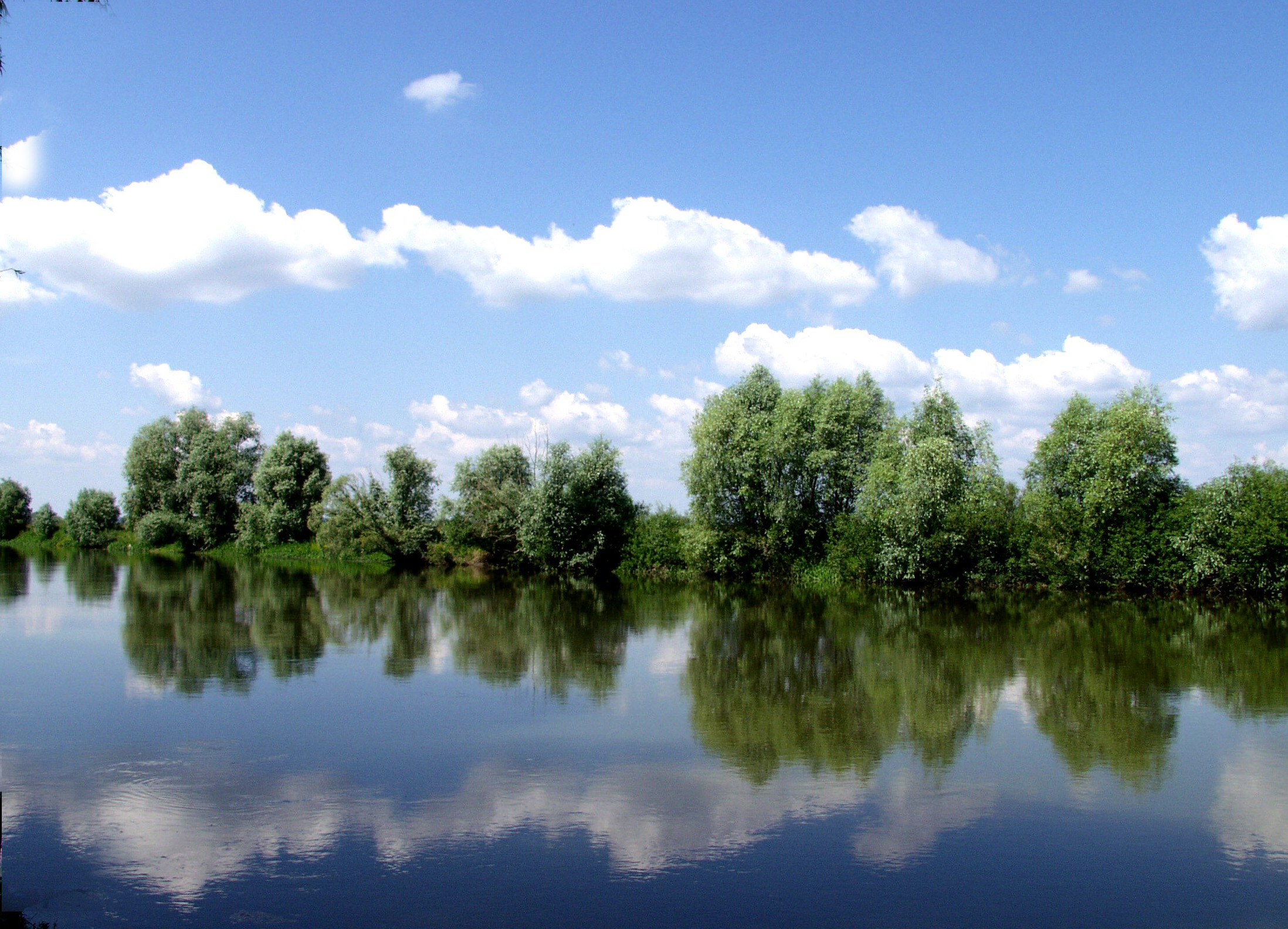

- Datos: Q1136609
- Multimedia: Styr (river) / Q1136609